# Memoriał Alfreda Smoczyka 1957
VII Memoriał Alfreda Smoczyka odbył się 15 września 1957 r. Zwyciężył leszczynianin Henryk Żyto.

## Wyniki
- 15 września 1957 r. (niedziela), Stadion im. Alfreda Smoczyka (Leszno)

| Msc. | Zawodnik                 | Klub                  | Pkt |             |  |
| ---- | ------------------------ | --------------------- | --- | ----------- |  |
| 1    | (5) Henryk Żyto          | Unia Leszno           | 11  | (3,2,3,3)   |  |
| 2    | (4) Zdzisław Waliński    | Unia Leszno           | 10  | (3,3,3,1)   |  |
| 3    | (13) Stanisław Tkocz     | Górnik Rybnik         | 10  | (2,3,3,2)   |  |
| 4    | (9) Joachim Maj          | Górnik Rybnik         | 9   | (3,3,u,3)   |  |
| 5    | (10) Marian Kaiser       | Legia Warszawa        | 8   | (3,2,1,2)   |  |
| 6    | (2) Paweł Mirowski       | Tramwajarz Łódź       | 6   | (2,0,3,1)   |  |
| 7    | (12) Mieczysław Połukard | Polonia Bydgoszcz     | 5   | (1,1,2,1)   |  |
| 8    | (3) Marian Philipp       | Górnik Rybnik         | 4   | (0,2,2,d)   |  |
| 9    | (1) Jan Kolber           | Kolejarz Rawicz       | 3   | (d,2,1,ns)  |  |
| 10   | (11) Jan Malinowski      | Polonia Bydgoszcz     | 3   | (2,1,0,u)   |  |
| 11   | (8) Norbert Świtała      | Polonia Bydgoszcz     | 3   | (1,1,1,ns)  |  |
| 12   | (7) Paweł Waloszek       | Gwardia Katowice      | 1   | (d,ns,ns,1) |  |
| 13   | (6) Bronisław Idzikowski | Włókniarz Częstochowa | 0   | (0,d,ns,ns) |  |